# Хоросно
Хоросно (укр. Хоросно) — село в Солонковской сельской общине Львовского района Львовской области Украины.
Население по переписи 2001 года составляло 436 человек. Занимает площадь 2,11 км². Почтовый индекс — 81164. Телефонный код — 3230.

## Инфраструктура
Музей погибших самолётов